# 덴마크의 남자 가수 목록

## 가
- 스테판 그로스

## 나
- 욘 뇌르고르
- 니클라스

## 다
- 킹 다이아몬드
- 파트리크 도르간
- 레네 디프
- 포블 디싱

## 라
- 킴 라르센
- 토벤 렌다게르
- 안디 로다
- 샤카 로벨레스
- 스티그 로센
- 라스무스 리베르스
- 브리안 리세
- 야샤 리테르
- 라스 릴홀트
- 브야네 릴레
- 토마스 링
- 시몬 링게

## 마
- 마스 마티아스
- 사이먼 매슈
- 크리스티안 멘도자
- 토마스 메일스트루프
- 욘 모겐센
- 이브 모신
- 요이 모에
- 앙구 모츠펠트게
- 라스 물
- 섹스투스 미스코브

## 바
- 알렉스 바르가스
- 수네 로세 바그네르
- 킴 바그네르
- 바판데
- 루돌프 베이
- 부르한 G
- 포울 분드고르
- 오토 브란덴부르
- 스테펜 브란트
- 크리스티안 브뢴스
- 프레데리크 브룬
- 토마스 비캄
- 구스타우 빙클레르

## 사
- 토마스 사르도르프
- 세바스티안
- 라스무스 세바크
- 토미 세바크
- 페테르 소메르
- 파트리크 스피겔베르
- 헤닝 스텡크

## 아
- 스티그 포그 안데르센
- 브루두르 에니
- 에란 DD
- 플레밍 예르겐센
- 빌리 예르
- 예파
- 융케르
- 인디안스
- 예르겐 잉만
- 이밀리안

## 카
- 쾰리 카이
- 다리오 캄페오토
- 크레스텐
- 포울 크렙스
- 크리스토페르
- 시몬 크밤

## 타
- 페테르 토루프
- 토마스 토르다르손
- 마이크 트램프
- 비에른 티드만

## 파
- 미카엘 팔츠
- 루카스 포크카메르
- 아네르스 프란센
- 페테르 프뢰딘

## 하
- 닐스 하우스고르
- 요니 한센
- 알란 헤데
- 마르틴 호베르 헤데고르
- 켈드 헤이크
- 토마스 헬미그
- 오스발드 헬무스
- 크리스티안 혤름
- 라세 호일레
- 토마스 홀름
- 쇠렌 후스